# Resurse de apă
Resursele de apă sunt surse de apă, care sunt utile sau ar putea fi folositoare pentru om. Utilizarea apei se face în domenii ca agricol, industrial, uz casnic, agrement și activități de mediu. Practic, toate aceste utilizări umane necesită apă proaspătă.
97% din apa de pe Pământ este apa sărata și doar 3% este apă dulce din care puțin peste două treimi este înghețată în ghețarii și calotele de gheață. Restul de apă dulce care nu este înghețată este în principal găsită în apele subterane, cu doar o mică prezență deasupra solului sau în aer.Resursele de apă au o distribuție neuniformă pe teritoriul pământului.Aprovizionarea populației și sferelor economiei cu resurse energetice. Apele minerale au o importanță deosebită (cu un conținut mare de săruri) se divid în ape potabile și ape curative.